# Gaz zamknięty
Gaz zamknięty (ang. tight gas) – gaz ziemny uwięziony w izolowanych porach skalnych w skałach nieprzepuszczalnych na głębokości większej niż 3500 m, jeden z rodzajów niekonwencjonalnych źródeł gazu.
Gaz zamknięty jest wydobywany za pomocą technologii podobnych do stosowanych przy wydobyciu gazu łupkowego, stosuje się także zmodyfikowane szczelinowanie skał.
W Stanach Zjednoczonych gaz zamknięty wydobywa się już od lat 70., a w początkach XXI wieku jego wydobycie stanowiło ok. 40% wydobycia gazu niekonwencjonalnego. W Europie wydobywany jest głównie w Niemczech.